# Konsubstancijalnost
Konsupstancijālnost (lat.: consubstantialis); koji je istovjetnost u odnosu na svaku od triju Osoba u Presvetom Trojstvu.

To je pridjev koji se koristi u latinskoj kršćanskoj kristologiji, koju je prvi osmislio Tertulijan u djelu Protiv Hermogena (lat.: Adversus Hermogenem) (Hermogenem je bio slikar, koji je stvorio svoj vlastiti kult, miješajući dijelove kršćanstva koji su mu se svidjeli sa, tada, suvremenim stoičkim-poganstvom), a koji ju je koristio da bi preveo grčki pojam homoousios.

"Consubstantial" opisuje odnos između božanskih Osoba kršćanskog Trojstva i konstatira da je Bog Otac, Bog Sin i Duh Sveti "od jedne supstance" po tome što je Sin "stvoren" prije svakog vremena" ili "vječnosti" od Očevog vlastitog bića, od kojega Duh, također, "nastavlja" u vjećnosti. Na latinskom jeziku to je termin za homoousios.

## Vanjski izvori
- Consubstantialis  Arhivirana inačica izvorne stranice od 31. ožujka 2018. (Wayback Machine)
- Consubstantialis deklinacije
- Consubstantial
- Hermogenem